# Frank Wells
Franklin G. Wells (Coronado, 4 de março de 1932 - Lamoille, 3 de abril de 1994) foi um empresário americano que foi presidente da Walt Disney Company, de 1984 até sua morte, em 1994. Ele também foi um beneficiário de uma bolsa de estudos Rhodes em 1953, através do qual ele obteve o seu bacharelado na Oxford University.
Antes de seu mandato com a Disney, Wells tinha trabalhado para a Warner Bros. como seu Vice-Presidente da Costa Oeste em 1969, em seguida, em 1973, como presidente, e em 1977 como Vice-Presidente até que ele deixou a empresa em 1982. Os acionistas da Disney, Roy E. Disney e Stanley Gold recrutaram Wells para se tornar presidente da Disney e Chefe de Operações (1984-1994), juntamente com Michael Eisner como presidente e CEO, em sua tentativa de tirar o então CEO / Presidente, Ron W. Miller.
Wells morreu em um acidente de helicóptero na Páscoa de 1994, quando regressava de uma viagem de esqui em Nevada. O filme O Rei Leão é dedicado a ele, bem como o edifício que abriga o chamado Arquivos da Disney no Walt Disney Studios.